# پل فلمینگ (بازیکن فوتبال)
پل فلمینگ (انگلیسی: Paul Fleming؛ زادهٔ ۶ سپتامبر ۱۹۶۷) بازیکن فوتبال اهل بریتانیا است.
از باشگاه‌هایی که در آن بازی کرده‌است می‌توان به باشگاه فوتبال منزفیلد تاون و باشگاه فوتبال چورلی اشاره کرد.